# Papel de calco
El papel de calco u hoja de calcar es un tipo de papel translúcido. Es fabricado por la inmersión de papel de buena calidad en ácido sulfúrico durante algunos segundos. El ácido transforma una parte de la celulosa, lo cual da el efecto translúcido del papel calco.
El papel calco es utilizado para reproducir un dibujo (artístico o técnico) que es visible a través del mismo. Se obtiene así un trazo idéntico.
Cabe anotar que la fibra de celulosa pura es de por sí translúcida. El aire contenido en las fibras hace el papel opaco y visualmente blanco. Si el papel es lo suficientemente refinado para eliminar el aire entre las fibras, la hoja será igualmente translúcida.
|  |  |  |